# Окабина (город, Миннесота)
Окабина (англ. Okabena) — город в округе Джэксон, штат Миннесота, США. На площади 0,5 км² (0,5 км² — суша, водоёмов нет), согласно переписи 2002 года, проживают 185 человек. Плотность населения составляет 344,9 чел./км².
- Телефонный код города — 507
- Почтовый индекс — 56161
- FIPS-код города — 27-48184[1]
- GNIS-идентификатор — 0657662[2]